# 아이돌 (음악 그룹)
IDOL은 대한민국의 2인조 가수이다. 활동당시 대성기획(현재 DSP 미디어)의 소속이었다. 1996년 데뷔하였다. 데뷔 당시 멤버들의 나이가 16~17세였고, 당시에는 10대들의 가수 데뷔가 흔한 일이 아니었기에 이 그룹이 1990년대 후반 대한민국 연예계에 불었던 '하이틴 열풍'의 시초라 할 수 있는데, '하이틴 열풍'의 전성기를 이끌었던 H.O.T.·젝스키스의 데뷔 연도와는 1~2년 정도의 차이가 난다. 데뷔곡 〈바우 와우〉가 대중들의 큰 관심을 모았으나 1997년 돌연 고별 무대를 가지고 해체하였다.

## 구성원
- 최혁준 (1981년 12월 26일생)
- 이세성 (1982년 5월 6일생)

## 수상내역
- 1996년 대한민국영상음반대상 신인상

### 가요 프로그램 1위
| 연도            | 수상 내역                                            |
| --------------- | ---------------------------------------------------- |
| 1996년 (총 1회) | - Bow Wow (총 1회) - 5월 19일 SBS 《TV 가요 20》 1위 |

## 발매 음반
- 1집 - 《Bow Wow》 (1996년)
- 2집 - 《The Second Coming...》 (1996년)
- 캐롤 - 《Idol in Christmas》 (1996년)
- 고별 - 《Good-bye My Friends》 (1997년)